# Indyjski Międzynarodowy Festiwal Filmowy
Indyjski Międzynarodowy Festiwal Filmowy (ang.: International Film Festival of India) – festiwal filmowy, koncentrujący się na produkcjach Azji, Afryki oraz Ameryki Łacińskiej odbywający się w Goa w Indiach od 1952 roku.